# Молчанова, Лидия Александровна
Лидия Александровна Молчанова (бел. Лідзія Аляксандраўна Малчанава; (15 июля 1921, Бузаново Островского района Костромской области ― 15 мая 2011 Минск) ― этнограф, историк, доктор исторических наук (1969). Автор исследований по истории и региональным особенностям материальной культуры белорусов.

## Биография
Родилась в крестьянской семье. В 1940 году окончила школу в Ленинграде и поступила на филологический факультет Ленинградского университета, окончив его с отличием. После аспирантуры, с 1948 года ― научный сотрудник сектора этнографии Института истории Академии наук БССР, с 1957 года ― старший научный сотрудник Ин-та искусствоведения, этнографии и фольклора АН БССР.
Основной темой исследований стал материальный быт белорусов. Л. А. Молчанова объездила всю республику, принимала участие во многих этнографических экспедициях. Первая среди белорусских историков обратилась к архивам Вильнюса, Львова, Варшавы, Кракова. На основе найденных материалов, ею написано несколько книг. Выступала с докладами по истории Беларуси на различных научных семинарах и конференциях.
Едва ли не первая очертила особенности белорусской архитектуры в пору Великого княжества Литовского, связав развитие погонной застройки с волочной померой XVI века.

## Научные труды
- Новые явления в быту колхозной деревни. Опыт этнографического изучения колхоза «Большевик» Хойницкого района Гомельской области. ― Минск, 1958
- Беларуская народная архітэктурная разьба / [Ін-т мастацтвазнаўства, этнаграфіі і фальклору АН БССР; Склад. Л. А. Малчанава; Пад рэд. М. Я. Грынблата; Маст. С. Ц. Гунько]. ― Мн.: Дзярж. выд-ва БССР, 1958. 90 с.
- Материальная культура белорусов / Ред. В. К. Бондарчик, А. И. Залесский. — Мн.: Наука и техника, 1968. — 231 с: ил.
- East-Slav and national traits : the material culture of the Byeloruss. : [XIII Intern. Congr. of Antropol. a. Ethnographical Sciences, Tokyo, Sept. 1968] / Lidia A. Molchanova
- Материальная культура белорусского колхозного села: (материал в помощь лектору) / Минская обл. орг. о-ва «Знание». Науч.-метод. совет по пропаганде вопросов лит. и искусства. ― Мн., 1969
- On the genesis of tilling implements in Byelorussia : [I Europ. Congr. of Ethnologic Sciences, Paris, Aug. 1971] / Lidia A. Molchanova
- Die Landwirtschaftliche Gerate der Belorussischen Bauernschaft im 19. Jahrhundert / von L. A. Moltschanowa (Minsk), 1972
- Народная метрология (к истории народных мер длины) / Ред. 3.Ю. Копысский. — Мн.: Наука и техника, 1973. — 83 с.
- Беларускае народнае адзенне / [Л. А. Малчанава і інш.]; рэдактар В. К. Бандарчык; Акадэмія навук БССР, Інстытут мастацтвазнаўства, этнаграфіі і фальклору. ― Мінск: Навука і тэхніка, 1975. — 94 с.
- Изменения в быту и культуре сельского населения Белоруссии / Коллект. авт.: В. К. Бондарчик, Э. Р. Соболенко, Л. И. Минько, Л. А. Молчанова, В. С. Гурков, А. Н. Курилович, Н. С. Лобач; Под ред. чл.-кор. АН БССР В. К. Бондачика. — Мн.: Наука и техника, 1976. — 144 с. (АН БССР. Ин-т искусствоведения, этнографии и фольклора).
- Очерки материальной культуры белорусов XVI—XVIII вв. — Мн.: Наука и техника, 1981. — 112 с.